# Narceus annularis
Espèce
Synonymes
- Arctobolus onondaga Cook, 1904[2]
- Narceus americanus annularis (Rafinesque, 1820)[3]
- Narceus annularus (Rafinesque, 1820)[3]
- Narceus marginatus (Say, 1821)[3]
- Narceus orophilus (Chamberlin, 1943)[3]
- Narceus scotti (Chamberlin, 1943)[3]
- Rhexenor annularis Rafinesque, 1820[3]
- Spirobolus agilis Cope, 1869[2]
- Spirobolus ignobilis Humbert & Saussure, 1870[3]
- Spirostreptus ignobilis Humbert & De Saussure, 1870[3]

Narceus annularis est une espèce de myriapodes (mille-pattes) de la famille des Spirobolidae.